# Jan Karski
Jan Karski (24. dubna 1914 – 13. července 2000) byl polský odbojář za druhé světové války a profesor na Univerzitě v Georgetownu. V letech 1942 a 1943 podal zprávu polské exilové vládě a západním spojencům o situaci v nacistickým Německem okupovaném Polsku, zvláště o likvidaci Varšavského gheta, a tajných německých nacistických koncentračních táborech.

## Biografie
Narodil se jako Jan Kozielewski 24. dubna 1914 v Lodži. Byl vychován jako katolík a zůstal jím celý život. Vyrůstal v multikulturním prostředí, kde většina obyvatel byla židovského původu.
Po ukončení základní školy pokračoval Kozielewski ve studiu na Univerzitě Jana Kazimierza ve Lvově (nyní na Ukrajině) a úspěšně ji ukončil promocí práva a diplomacie v roce 1935. Během povinné vojenské služby sloužil ve škole pro dělostřelecké důstojníky ve Volodymyru. Své vzdělání zakončil praxí v letech 1936 až 1938 na diplomatických postech v Německu, Švýcarsku a Spojeném království a vstoupil do diplomatických služeb. Po krátkém období stipendijního pobytu začal v lednu 1939 pracovat na polském Ministerstvu zahraničních věcí. Po vypuknutí druhé světové války byl Kozielewski mobilizován a sloužil u malé dělostřelecké jednotky ve východním Polsku. Byl zajat Rudou armádou. Podařilo se mu úspěšně zatajit svoji důstojnickou hodnost a tak byl jako řadový voják, za kterého se vydával, předán německé straně při výměně polských válečných zajatců. Tím si zachránil život, protože se tak vyhnul Katyňskému masakru.

### Odboj za druhé světové války
V září 1939 během cesty vlakem do zajateckého tábora v Generálním gouvernementu se Karskému podařil útěk a dostal se do Varšavy. Zde se připojil ke Svazu ozbrojeného boje Związek Walki Zbrojnej – prvnímu hnutí odporu v okupované Evropě a předchůdce Zemské Armády. Přijal pseudonym Jan Karski, který se stal později jeho skutečným jménem. Mezi další pseudonymy, které používal během druhé světové války, patřily: Piasecki, Kwaśniewski, Znamierowski, Kruszewski, Kucharski, a Witold. V lednu 1940 začal Karski organizovat kurýrní mise mezi polským podzemím a Polskou exilovou vládou, která sídlila v Paříži. Jako kurýr vykonal Karski několik tajných misí mezi Francií, Spojeným královstvím a Polskem. Během jedné z těchto misí byl v červenci 1940 po udání zatčen gestapem ve slovenské vesnici v Tatrách. Byl krutě mučen a z obavy aby nevyzradil tajemství se pokusil o sebevraždu. Proto byl převezen do nemocnice v Novém Sadci, ze které se mu podařilo s pomocí personálu uprchnout. Po krátkém období rehabilitace se vrátil do aktivní služby v Oddělení informací a propagandy velitelství Zemské armády.
V roce 1942 byl Karski vybrán Cyrylem Ratajským, zástupcem polské exilové vlády, pro misi k předsedovi exilové vlády Wladislawu Sikorskému do Londýna. Karski měl za úkol kontaktovat Sikorského a další polské politiky a předat jim informace o nacistických zvěrstvech v okupovaném Polsku. Pro získání důkazů se Karski setkal s aktivistou Bundu (židovská socialistická strana) Leonem Feinerem a byl dvakrát propašován za pomoci židovské podzemní organizace do varšavského ghetta, aby na vlastní oči viděl, jak nacisté zachází s polskými Židy. V přestrojení za ukrajinskou stráž navštívil také vyhlazovací tábor Belzec. Aspoň si to tehdy myslel. Ve skutečnosti se dostal pravděpodobně pouze do Durchgangslager (třídící a přestupní místo) pro tábor Belzec ve městě Izbica Lubelska, které se nachází na půli cesty mezi Lublinem a Belzecem. Karski sám i mnoho historiků se kloní k tomuto vysvětlení.
Od roku 1942 Karski podával zprávy polské, britské a americké vládě o situaci v okupovaném Polsku, především o zničení varšavského ghetta a vyvražďování Židů. Vyvezl také z Polska mikrofilm s informacemi o podzemním hnutí odporu a holokaustu evropských Židů v okupovaném Polsku. Polský ministr zahraničních věcí hrabě Edward Raczyński tak mohl poskytnout jedno z prvních a nejpřesnějších svědectví o holokaustu. Jeho zpráva nazvaná Hromadné vyvražďování Židů v Německem okupovaném Polsku, adresovaná vládám Společnosti národů ze dne 10. prosince 1942, byla později publikována a šířena s dalšími dokumenty jako letáky.
Karski se setkal s polskými exilovými politiky, včetně ministerského předsedy a členy politických stran jako Socialistická strana, Národní strana, Dělnická strana, Lidová strana, Všeobecný dělnický lidový svaz v Polsku – Bund a Poalei Zion. Měl také osobní rozhovor s britským ministrem zahraničních věcí Anthony Edenem, kterému detailně popsal to co viděl ve Varšavě a Belzecu. V roce 1943 se v Londýně setkal se známým novinářem Arthurem Koestlerem. Poté odcestoval do Spojených států, kde se setkal v roce 1943 s prezidentem Franklinem D. Rooseveltem a informoval ho o situaci v okupovaném Polsku.
Karski se ve Spojených státech setkal s mnoha vládními představiteli a význačnými osobnostmi, včetně soudce nejvyššího soudu Felixem Frankfurterem, Cordellem Hullem, Williamem Josephem Donovanem a Stephenem Wisem. Frankfurter, který byl ke zprávě skeptický, později uvedl: „Neřekl jsem, že lhal. Řekl jsem, že mu nemůžu uvěřit. To je rozdíl.“ Karski dal svoji zprávu do médií, biskupům různých církví (také kardinálovi Samuelovi Stritchovi), zaměstnancům filmového průmyslu v Hollywoodu a umělcům, ale bez větší odezvy. Jeho výhrady k jaltské konferenci a upozornění na osud lidí bez vlasti, vedla po válce k založení Úřadu Vysokého komisaře OSN pro uprchlíky. V roce 1944 Karski vydal knihu Posel z Polska: Příběh tajného státu, ve které popsal své zkušenosti z okupovaného Polska. Kniha měla úspěch (bylo plánováno i její zfilmování, k němu ale nedošlo), v USA se jí do konce války prodalo víc než 400 000 výtisků.
Kniha Má zpráva světu: Příběh tajného státu byla znovu vydána Georgetownskou univerzitou 18. března 2013. Při této příležitosti byla na stejné škole uskutečněna panelová diskuze o odkazu Jana Karského, které se zúčastnili mimo jiné bývalá americká ministryně zahraničních věcí Madeleine Albrightová, bývalý poradce pro otázky národní bezpečnosti USA Zbigniew Brzezinski, polský velvyslanec Ryszard Schnepf a rabín Harold S. White.

### Život ve Spojených státech amerických
Po válce odjel Jan Karski do USA, kde začal studovat na Georgetownské univerzitě. Studia úspěšně zakončil v roce 1952 doktorátem. V roce 1954 získal americké státní občanství. 40 let pak vyučoval na stejné univerzitě východoevropská studia a mezinárodní vztahy. Stal se významným členem profesorského sboru. V roce 1985 publikoval akademickou studii Velmoci a Polsko.
Jeho pokusy zastavit holokaust vešly v širší známost v roce 1978, poté co francouzský filmař Claude Lanzmann natočil Karského svědectví pro svůj film Šoa. Film měl premiéru v roce 1985 a přes slib, který Karski dostal, nezmiňuje jeho roli v informování světa o holokaustu. Ve své knize o Karském Wood a Jankowski uvádějí, že Karski napsal článek (vyšel v anglické, francouzské a polské verzi) Šoa, holokaust s předsudky, ve kterém vyzval k natočení dalšího dokumentu, který by se věnoval jeho svědectví a pomoci Židům lidmi oceněnými titulem Spravedlivý mezi národy. V roce 1994 napsali E. Thomas Wood a Stanisław M. Jankowski knihu Karski: Jak se jeden muž pokusil zastavit holokaust. V roce 2010 natočil Lanzmann dokumentární film Karského zpráva, který obsahuje dříve vynechanou druhou část jeho rozhovoru s Karským.
Po pádu komunismu v roce 1989 byla Karského role za 2. světové války oficiálně uznána i v Polsku. Obdržel nejvyšší polské civilní vyznamenání Řád bílé orlice a nejvyšší polské vojenské vyznamenání Řád Virtuti Militari. V roce 1965 se oženil se čtyřiapadesátiletou tanečnicí a choreografkou Polou Nirenskou, polskou Židovkou, jejíž rodina (kromě rodičů, kteří emigrovali do Izraele krátce před nacistickou invazí do Polska) zahynula během holokaustu. V roce 1992 spáchala sebevraždu. Jan Karski zemřel ve Washingtonu v roce 2000. Děti neměli.
V interview s Hannah Rosen v roce 1995 se Karski vyjádřil k neschopnosti zachránit před holokaustem většinu Židů:
„Pro nacisty bylo jednoduché zabít Židy, a tak to udělali. Spojenci považovali záchranu Židů za nemožnou a příliš nákladnou, a tak ji neprovedli. Židé byli opuštěni všemi vládami, církvemi a společenstvími, ale tisíce jich přežilo díky pomoci tisíců občanů Polska, Francie, Belgie, Dánska a Holandska. Nyní každá vláda a církev říká, že se snažily Židům pomoci, protože si chtějí zachovat tvář. Ale nepomohli a šest milionů Židů zahynulo. Oni sami přežili. Nikdo neudělal dost.“
Jan Karski zemřel na srdeční a ledvinové onemocnění v nemocnici Georgetownské univerzity. Je pochován na hřbitově Mount Olivet ve Washingtonu, D.C.

## Ocenění/odkaz

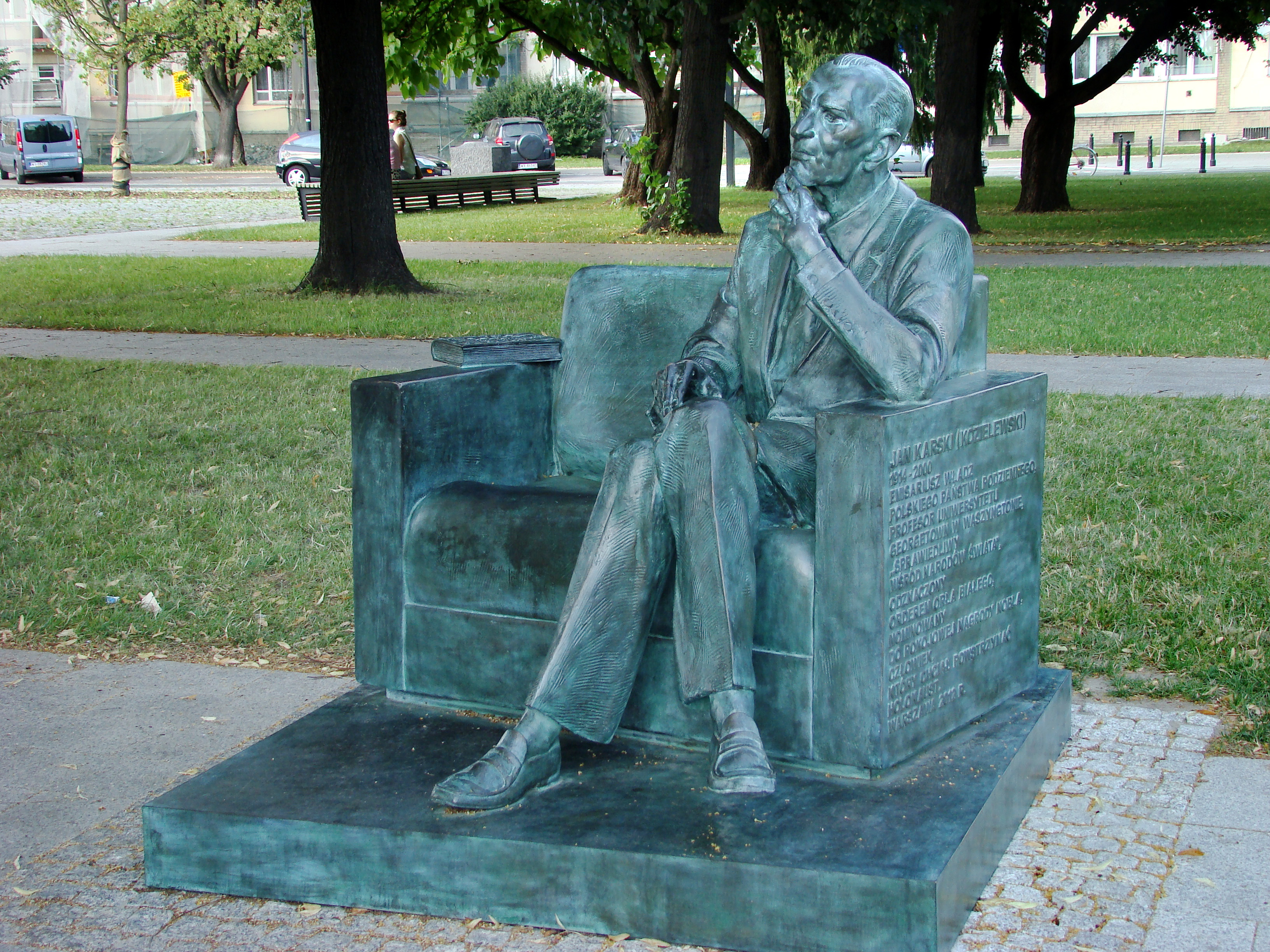
Lavička Karského ve Varšavě

2. června 1982 udělil Jad vašem Janu Karskému titul Spravedlivý mezi národy. V témže roce byl na třídě Spravedlivých mezi národy v památníku Jad vašem v Jeruzalémě zasazen strom s pamětní plaketou s jeho jménem.
V roce 1991 byl vyznamenán Wallenbergovou medailí Michiganské univerzity. Sochy k jeho poctě byly umístěny v New Yorku na rohu 37. ulice a Madison Avenue (pojmenované jako Nároží Jana Karského) a v Georgetownské univerzitě ve Washingtonu, D.C.
Další sochy sedícího Karského na lavičce, dílo polského sochaře Karola Badyny, jsou umístěny v Kielcích a Lodži v Polsku a v areálu Telavivské univerzity v Izraeli. Jeho sedící socha na lavičce, je také umístěna v Krakově, ul. Szeroka, v zákoutí u židovského hřbitova a synanogy Remuh. Lavička s mluvícím Karským se připravuje ve Varšavě. Georgetovnská univerzita, Oregonská státní univerzita, Baltimorská židovská univerzita, Varšavská univerzita, Univerzita Marie Curie-Skłodowské a Lodžská universita vyznamenaly Jana Karského titulem doctor honoris causa.
V roce 1994 obdržel izraelské čestné státní občanství jako ocenění jeho úsilí o záchranu polských Židů během holokaustu.
Byl navržen na Nobelovu cenu míru a krátce před smrtí se mu dostalo uznání Generálním shromážděním OSN.

## Vzpomínka na Karského misi
Bývalý polský ministr zahraničních věcí Władysław Bartoszewski dne 27. ledna 2005 v projevu při příležitosti 60. výročí osvobození koncentračního tábora Auschwitz-Birkenau řekl: „Polské hnutí odporu informovalo svobodný svět. Díky Janu Karskému a dalším byly na konci roku 1942 informovány vlády Spojeného království a Spojených států amerických o tom, co se v Auschwitz-Birkenau skutečně děje.“
Přesto se lidstvo nepoučilo z historie a podporuje v současné době pozvolný nástup fašismu i nacionalismu. Opět jsou státníci lhostejní k faktům. Laviček s Janem Karskim a tím i s jeho odkazem, je stále málo.